# Кузеев, Рустем Гумерович
Русте́м Гуме́рович Кузе́ев (баш. Рөстәм Ғүмәр улы Кузеев, 5 января 1923 — 23 марта 1998) — советский и российский историк, профессор (1973), заслуженный деятель науки БАССР (1973), ректор Башкирского государственного педагогического института (1971—1983), почетный академик АН РБ (1995).

## Биография
Рустем Гумерович Кузеев родился 5 января 1923 года в деревне Аминево Сафаровской волости Чишминского района Башкортостана. В детстве увлекался авиацией, парашютными прыжками, радиолюбительством. Перед войной учился в Ульяновском бронетанковом училище, получив специальность военного техника, механика-водителя тяжелого танка «КВ».
В войну Рустем Кузеев был трижды ранен, почти потеряв зрение. Получив инвалидность, он преподавал в учебном танковом полку под Челябинском.
В 1949 году он окончил Башкирский государственный педагогический институт имени К. А. Тимирязева (ныне Уфимский университет науки и технологий), в 1961 году — Академию общественных наук при ЦК КПСС.
Литературный сотрудник, заведующий отделом газеты «Кызыл тан» (1949—1951); старший научный сотрудник Института истории, языка и литературы, ученый секретарь Президиума БФАН СССР (1951—1955), заведующий кафедрой Башкирского государственного университета (ныне Уфимский университет науки и технологий) (1962—1971); ректор (1971—1983), профессор (1973—1994) Башкирского государственного педагогического института. В 1972 году защитил докторскую диссертацию «Развитие рабочего класса Башкирской АССР» (в двух томах).
В 1979 году был подписан договор о сотрудничестве башкирского пединститута с пединститутом округа Галле ГДР.
Научное направление работы Кузеева — формирование и развитие рабочего класса Башкирии. Вместе с женой, Сюембикой Сайфиевной Кудашевой, он написал книгу о народном поэте Башкортостана Сайфи Кудаше «Жизнь длиною в век».
Семья Рустема Кузеева: братья — этнолог, член-корреспондент РАН Раиль Кузеев и Джавид Кузеев, сестра — Роза Кузеева; дети — Искандер, Рашит и Наиля.

## Труды
Рустем Кузеев — автор более 200 научных работ, в том числе 25 монографий.
- Формирование и развитие советского рабочего класса Башкирской АССР: В 2-х ч. Ч. 2: рабочий класс Башкирии в завершающий этап социалистического строительства и в период развитого социализма (1951—1975). Уфа: Башкнигоиздат, 1975.
- Социалистическое соревнование: Опыт. Проблемы. Суждения. Уфа: Башкнигоиздат. 1976.
- На пороге крутых перемен: Особенности экономического и социально-политического развития Башкирии (1961—1985 гг.). Уфа: БГПИ, 1991 (соавтор).
- Рабочий класс Башкирской АССР на современном этапе. Уфа, 1983.
- Испытание временем. Уфа, 1993.
- Новые шаги Башкортостана. Уфа, 1994.

## Награды
Награждён орденами Трудового Красного Знамени (1978), Отечественной войны I степени (1943, 1985), медалями.

## Память
В Уфе на здании, где жил Рустем Кузеев, установлена мемориальная доска, в БГПУ имени М. Акмуллы учреждена стипендия имени Р. Г. Кузеева.